# Wulkenzin
Wulkenzin ist eine Gemeinde im Landkreis Mecklenburgische Seenplatte in Mecklenburg-Vorpommern. Sie wird vom Amt Neverin mit Sitz in der gleichnamigen Gemeinde verwaltet.

## Geografie

### Lage
Die Gemeinde Wulkenzin grenzt im Norden an Blankenhof, im Osten an das Stadtgebiet von Neubrandenburg und im Südosten an den zu Neubrandenburg gehörenden Tollensesee. Südwestlich und westlich grenzt das Gebiet der Stadt Penzlin an Wulkenzin.

### Gemeindegliederung
Ortsteile der Gemeinde sind Neuendorf, Neu Rhäse und Wulkenzin.

## Geschichte
Bis ins frühe 20. Jahrhundert gehörte Wulkenzin zu Mecklenburg-Schwerin. Wulkenzin wurde erstmals im Jahr 1346 urkundlich erwähnt. Am 1. Juli 1950 wurden die bis dahin eigenständigen Gemeinden Neuendorf und Neu Rhäse eingegliedert.

## Bevölkerung
| Jahr | Einwohner |
| ---- | --------- |
| 1990 | 0696      |
| 1995 | 1119      |
| 2000 | 1557      |
| 2005 | 1603      |
| 2010 | 1504      |
| 2015 | 1491      |

| Jahr | Einwohner |
| ---- | --------- |
| 2020 | 1525      |
| 2021 | 1508      |
| 2022 | 1508      |
| 2023 | 1533      |

Stand: 31. Dezember des jeweiligen Jahres

## Politik

### Gemeindevertretung
Die Gemeindevertretung von Wulkenzin besteht aus 12 Mitgliedern. Die Kommunalwahl am 9. Juni 2024 führte bei einer Wahlbeteiligung von 81,2 % zu folgendem Ergebnis:
| Partei / Wählergruppe           | Stimmenanteil 2019 | Sitze 2019 |  | Stimmenanteil 2024 | Sitze 2024 |
| ------------------------------- | ------------------ | ---------- |  | ------------------ | ---------- |
| Bürger für Bürger               | –                  | –          |  | 29,6 %             | 4          |
| Zusammen-Zukunft-Gestalten      | –                  | –          |  | 21,1 %             | 2          |
| Einzelbewerber Marcel Thiele    | –                  | –          |  | 16,9 %             | –          |
| Einzelbewerber Matthias Hagenow | –                  | –          |  | 06,3 %             | 1          |
| Einzelbewerber Jens Maaß        | –                  | –          |  | 06,2 %             | 1          |
| Einzelbewerber Michael Bock     | –                  | –          |  | 06,1 %             | 1          |
| Die Linke                       | 09,7 %             | 1          |  | 04,9 %             | 1          |
| Einzelbewerber Norbert Lux      | –                  | –          |  | 04,1 %             | –          |
| Einzelbewerber Christian Utpott | –                  | –          |  | 02,5 %             | –          |
| Einzelbewerber Ralf Sommer      | –                  | –          |  | 02,5 %             | –          |
| CDU                             | 21,8 %             | 3          |  | –                  | –          |
| Gemeinsam stark                 | 42,2 %             | 5          |  | –                  | –          |
| Einzelbewerber Dirk Kewitsch    | 08,0 %             | 1          |  | –                  | –          |
| Einzelbewerber Wolfgang Hanck   | 07,1 %             | 1          |  | –                  | –          |
| Einzelbewerber Thomas Erber     | 05,4 %             | 1          |  | –                  | –          |
| Einzelbewerber Volker Meering   | 05,0 %             | –          |  | –                  | –          |
| Einzelbewerber Matthias Pürwitz | 00,9 %             | –          |  | –                  | –          |
| Insgesamt                       | 100 %              | 12         |  | 100 %              | 10         |

Bei der Wahl 2024 entfielen auf den Einzelbewerber Marcel Thiele zwei Sitze. Er kandidierte sowohl als Gemeindevertreter als auch als Bürgermeister. Da er die Wahl zum Bürgermeister annahm, bleiben zwei Sitze in der Gemeindevertretung unbesetzt.

### Bürgermeister
- 2009–2024: Sven Blank
- seit 2024: Marcel Thiele

Bei der Bürgermeisterwahl am 26. Mai 2019 wurde Blank ohne Gegenkandidat mit 74,9 % der gültigen Stimmen in seinem Amt bestätigt.
Bei der Bürgermeisterstichwahl am 23. Juni 2024 wurde Thiele mit 56,1 % der gültigen Stimmen zu seinem Nachfolger gewählt. Seine Amtszeit beträgt fünf Jahre.

### Wappen
| Wappen von Wulkenzin | Blasonierung: „Gespalten durch einen Wellenschnitt; vorn in Blau ein goldener Schlüssel mit linksgewendetem Bart; hinten in Gold ein aufgerichteter roter Fuchs.“ |
| Wappen von Wulkenzin | Wappenbegründung: In dem Wappen versinnbildlicht die wellenförmige Spaltung des Schildes die Lage der Gemeinde am Tollensesee. Der aus dem Siegelbild des Prämonstratenserklosters Broda aus dem Jahre 1287 entlehnte Schlüssel des St. Petrus soll auf die Zugehörigkeit der heutigen drei Ortsteile der Gemeinde zu diesem einstigen Kloster hinweisen. Mit dem aus dem Siegel der Familie von Voß entlehnten Fuchs wird daran erinnert, dass diese Familie einstmals Rechte an Wulkenzin und Neu Rhäse hatte. Die Tingierung des Wappens deutet auf die Zugehörigkeit der Gemeinde zum Landesteil Mecklenburg hin. Das Wappen und die Flagge wurden von dem Schweriner Heraldiker Heinz Kippnick gestaltet, am 16. Januar 2004 durch das Ministerium des Innern genehmigt und unter der Nr. 288 der Wappenrolle des Landes Mecklenburg-Vorpommern registriert. |

### Flagge
Die Flagge ist quer zur Längsachse des Flaggentuchs von Gelb - Blau (1:1) gestreift. In der Mitte des Flaggentuchs liegt, auf jeweils ein Drittel der Länge des gelben und des blauen Streifens übergreifend, das Gemeindewappen. Die Höhe des Flaggentuchs verhält sich zur Länge wie 3:5.

### Dienstsiegel
Das Dienstsiegel zeigt das Wappen der Gemeinde mit der Umschrift GEMEINDE WULKENZIN • LANDKREIS MECKLENBURGISCHE SEENPLATTE.

## Sehenswürdigkeiten
→ Siehe auch Liste der Baudenkmale in Wulkenzin
- Neugotische Dorfkirche in Wulkenzin aus Backstein mit ungewöhnlicher Anordnung des Turms auf der Ostseite und Lage des Altars im Westen des Kirchenschiffs, 1832 erbaut nach Plänen von Friedrich Wilhelm Buttel.
- Kapelle in Neuendorf, in den 1960er Jahren erbaut, 2012 von der Kirchengemeinde wegen zu hoher Kosten aufgegeben[10]
- Gutsanlage in Neu Rhäse
- Dorfanger in Neu Rähse

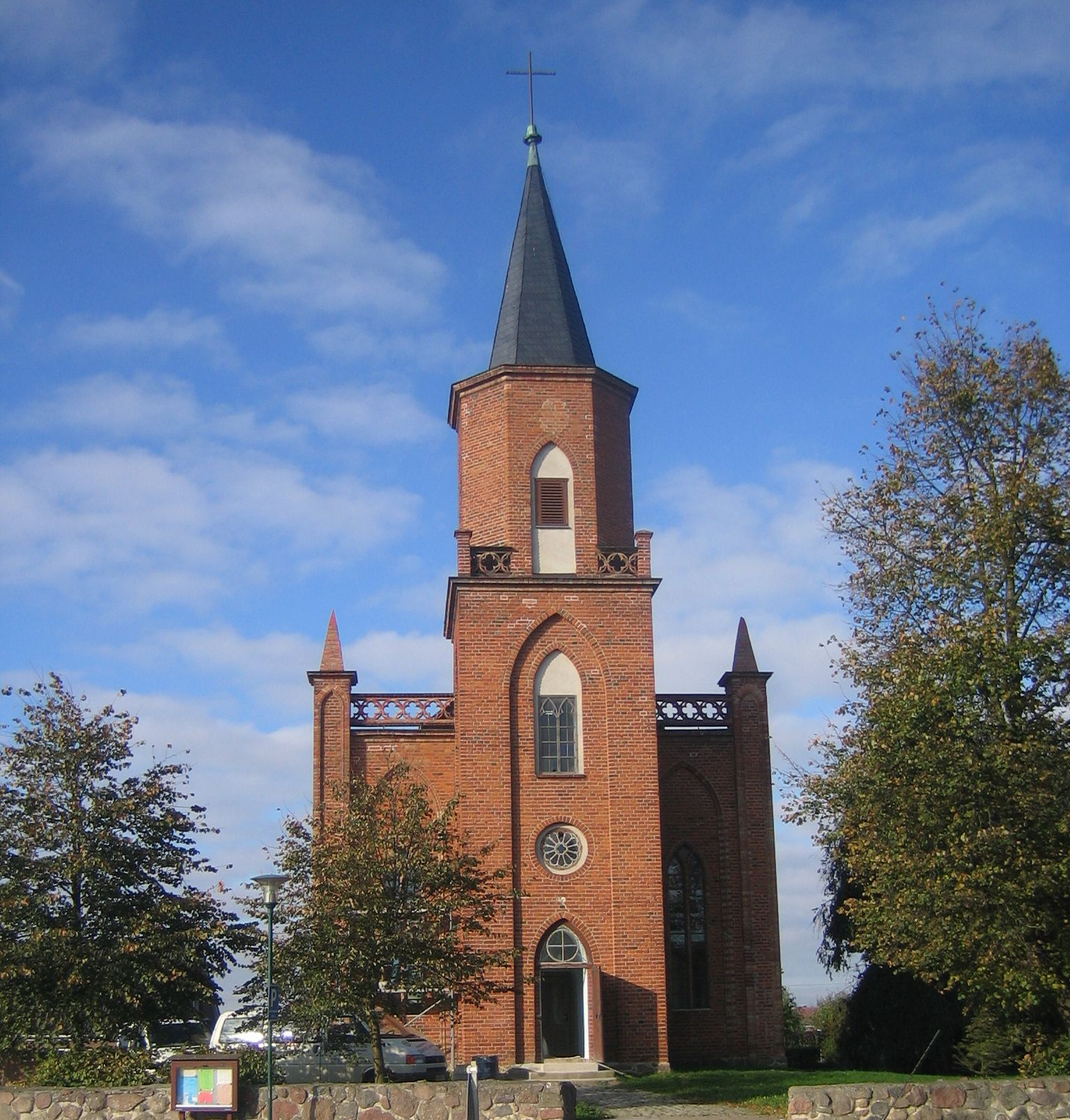
Dorfkirche Wulkenzin
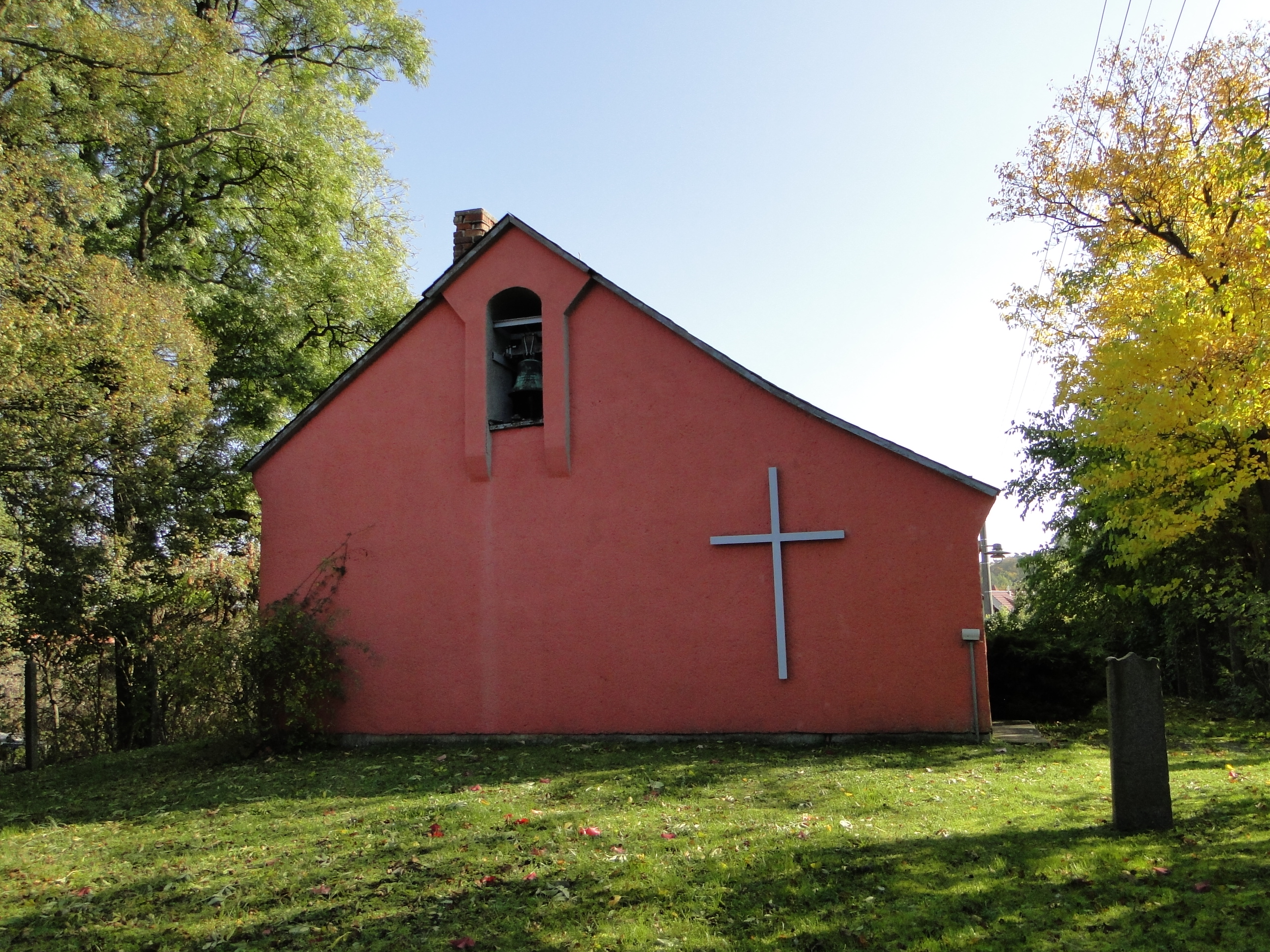
Kapelle Neuendorf

## Verkehr
Die Bundesstraße 192 führt durch die Gemeinde. Der ehemalige Bahnhof Wulkenzin lag an der Bahnstrecke Parchim–Neubrandenburg.

## Persönlichkeiten
- Ernst Ahlers (1850–1939), Pfarrer in Wulkenzin
- Hans Henning Schreiber (1894–1968), Dompropst am Ratzeburger Dom, in Wulkenzin geboren
- Benno Bartocha (1936–2020), Fotograf, lebte in Neuendorf